# Vita utile

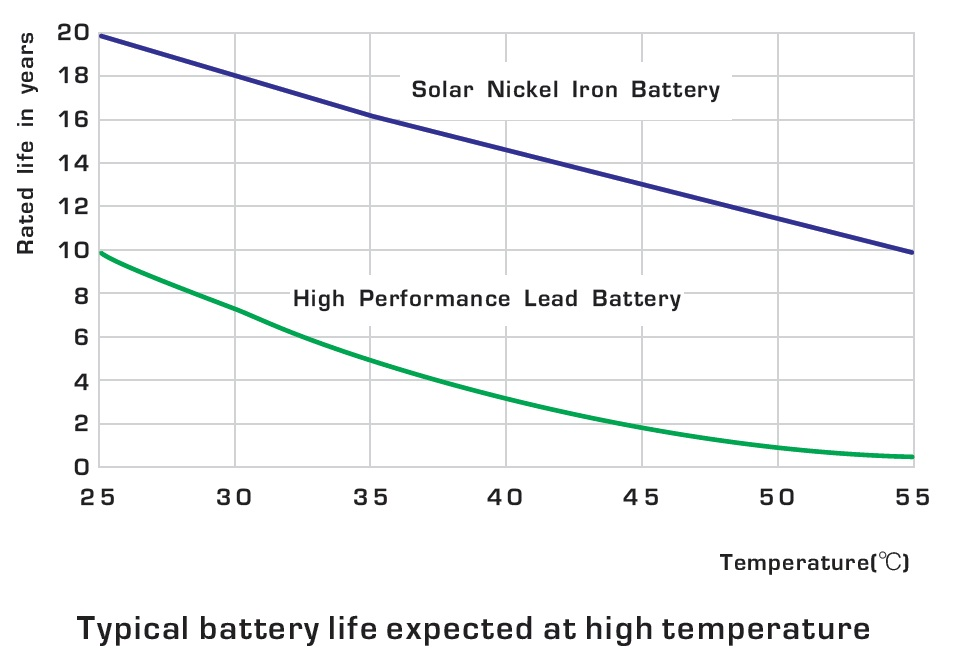
Vita utile di due tipi di batterie ricaricabili (batterie solari al ferro-nichel e batteria al piombo al alto rendimento) al variare della temperatura di esercizio.

La vita utile di un sistema è il periodo accettabile di utilizzo in servizio. È il tempo dopo l'installazione durante il quale il sistema mantiene livelli prestazionali sufficienti, prima che si manifestino degradi tali da pregiudicarne la funzionalità.
Il concetto di "vita utile" è utilizzato anche in ambito economico, ma è definita in maniera differente.

## In economia
In economia la vita utile di un bene è definita come il tempo durante il quale il bene è utilizzato da un'impresa, che può essere minore della "vita utile" intesa dal punto di vista tecnologico, ad esempio perché non si intende usare più il bene una volta che sia diventato obsoleto oppure perché lo stesso bene è utilizzato da più utenti. In quest'ultimo caso, la vita utile del bene non corrisponde alla vita economica del bene, essendo la vita economica del bene definita come il tempo durante il quale il bene è utilizzato da tutti gli utenti.
Il concetto di vita utile è utilizzato in ambito economico anche perché corrisponde al tempo durante il quale si applica l'ammortamento di un bene.

## In edilizia
In edilizia la vita utile è il periodo di tempo dopo l'installazione durante il quale un edificio o le sue parti mantengono livelli prestazionali superiori o uguali ai limiti di accettazione. Viene definita nelle norme tecniche per le costruzioni ed è utilizzata nella norma UNI 11156-3 Valutazione della durabilità dei componenti edilizi - Parte 3: Metodo per la valutazione della durata (vita utile).